# Mutter Armenien

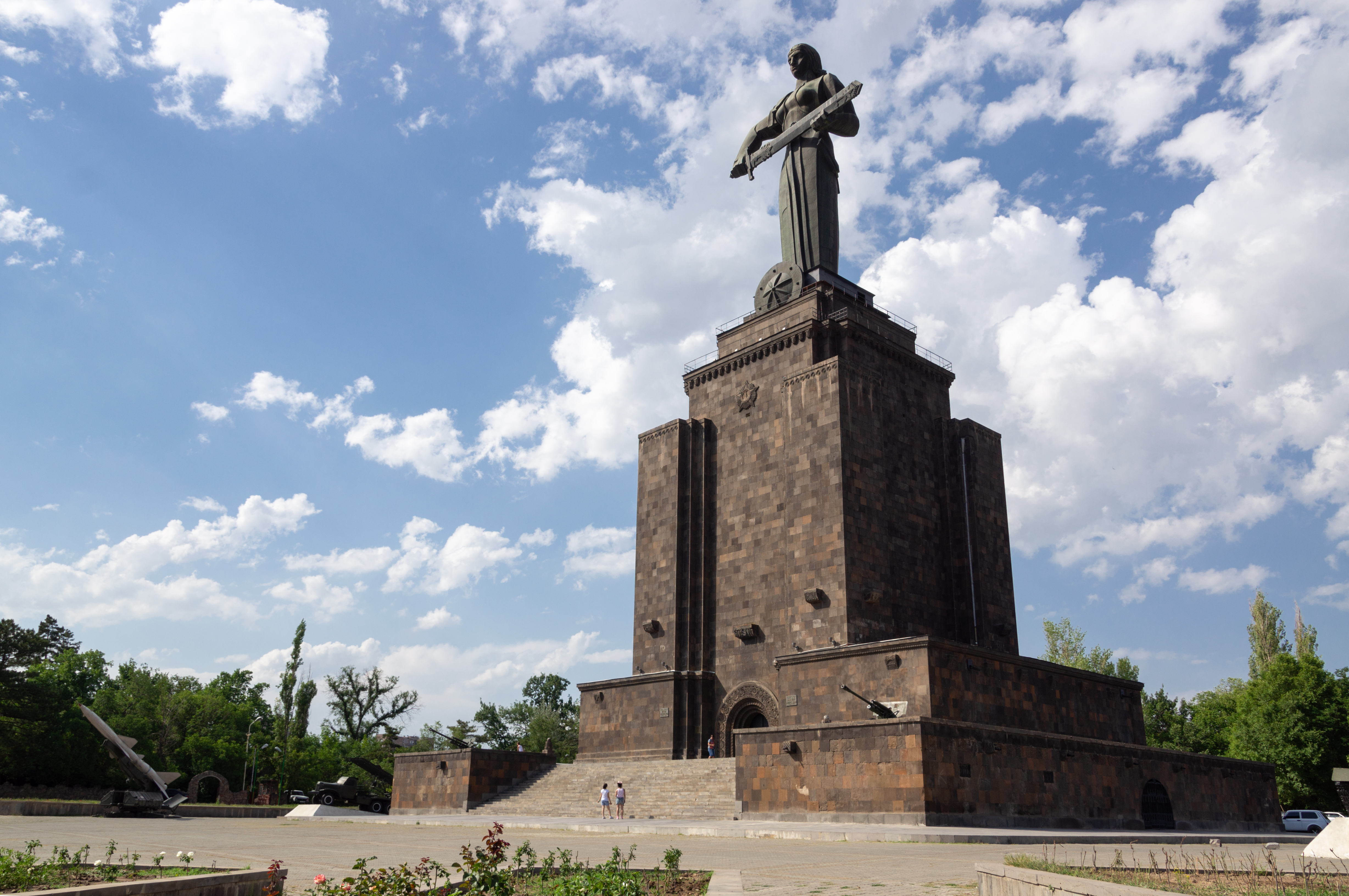
Das Denkmal Mutter Armenien

Mutter Armenien (armenisch Մայր Հայաստան Majr Hajastan, russisch Мать-Армения) ist ein Monument im Siegespark der armenischen Hauptstadt Jerewan. Es besteht unter anderem aus einem Militärmuseum, einem Grabmal des unbekannten Soldaten sowie einer Statue.

## Geschichte

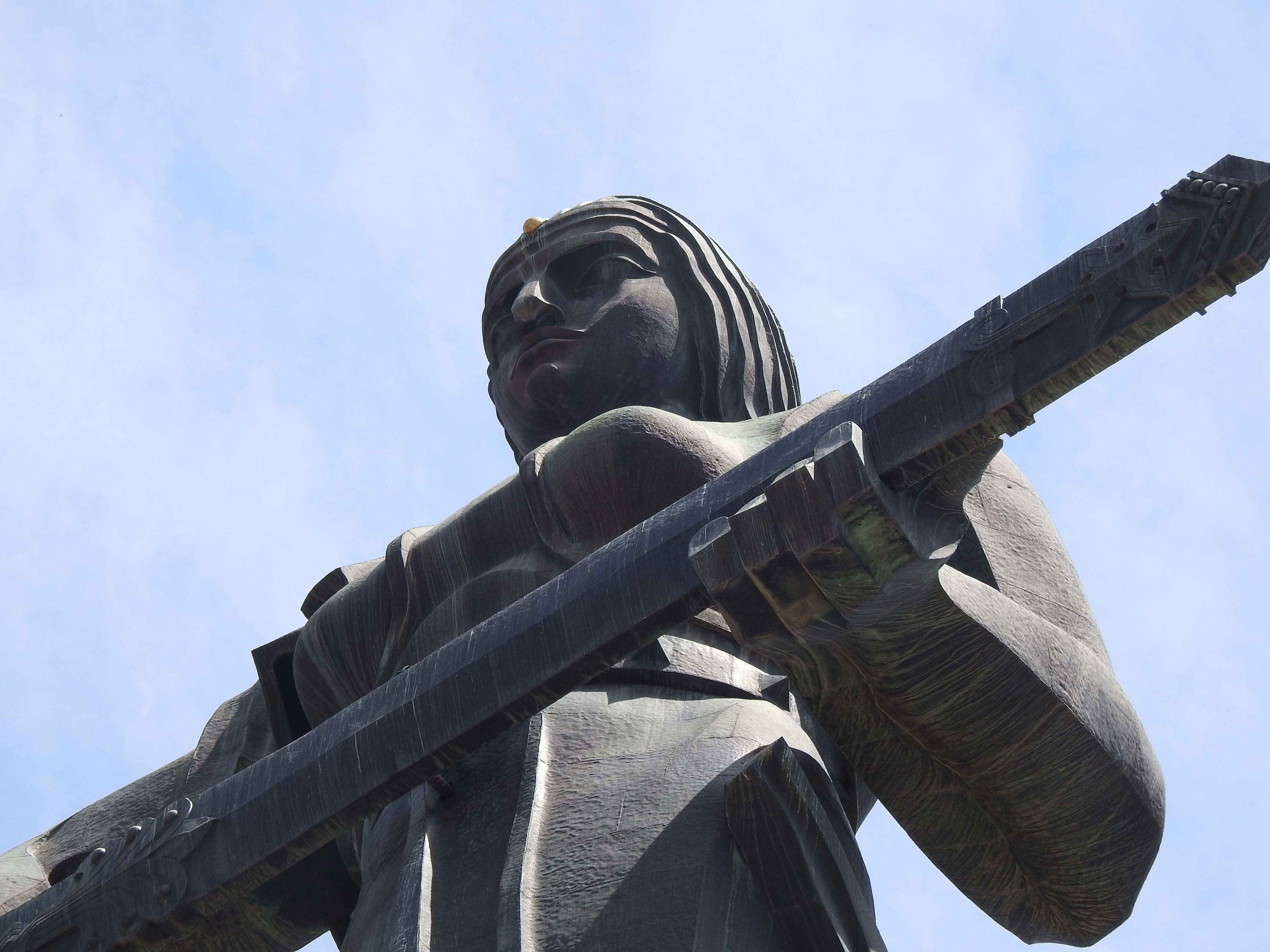
Kantige Formen der heroisch wirkenden Figur

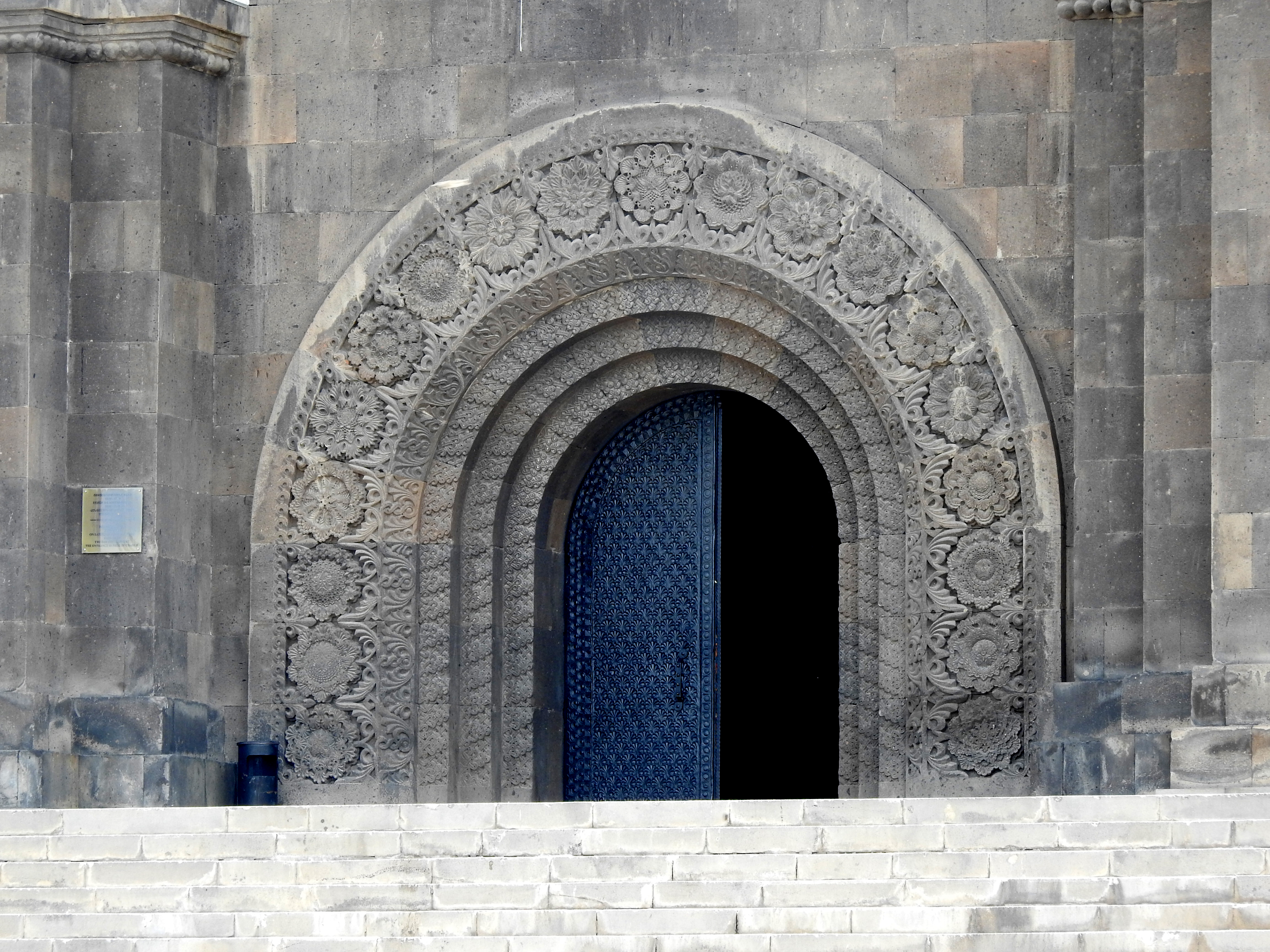
Eingang zum Militärmuseum im Sockel. Historisierende Gestaltung als Stufenportal mit filigranen Ornamenten

In der Stalinzeit ließen der Erste Sekretär des Zentralkomitees der Kommunistischen Partei Armeniens Grigor Haroutounian sowie Mitglieder der Regierung ein riesiges und glorifizierendes Denkmal für den Diktator errichten. Die Statue skulptierte Sergei Merkurow, die Meißelung des Sockels geht auf den Architekten Raphaël Israëlian zurück. Letzterer entwarf als Sockel ein Monument von ebensolcher Bedeutsamkeit wie die Statue, die sie trägt. Der Sockelinnenraum ist kirchenähnlich nachempfunden und inspiriert von der Sankt-Hripsime-Kirche in Etschmiadsin. Das Monument wurde am 29. November 1950 eingeweiht.
Die Stalin-Statue wurde im Frühling 1962 abgebaut und im Jahre 1967 ersetzt durch die noch heute stehende, ein Werk von Ara Haroutyounian.

## Charakteristika
Der Standort des Monuments im Siegespark auf einem der Hügel von Jerewan soll das Gefühl vermitteln, dass Mutter Armenien über die gesamte Stadt wacht. Es nimmt eine Fläche von 3.000 m² im Herzen des großen Jerewaner Parks ein. Der 36 Meter hohe Sockel beherbergt ein Museum auf fünf Etagen, das militärische Museum des Verteidigungsministeriums. Es ist vor allem dem Heldentum der 650.000 Armenier gewidmet, die am Zweiten Weltkrieg teilnahmen, sowie den Soldaten des Bergkarabachkonfliktes. Die Statue selbst hat eine Größe von 24 Metern, die Gesamthöhe beläuft sich auf 51 Meter.